# Песни Перна
Песни Перна  (1976) — первая книга трилогии «Арфистка Менолли» или «Песнь Перна» фантастической эпопеи «Всадники Перна» американской писательницы Энн МакКефри.

## Описание сюжета
Менолли — дочь Януса, морского правителя и владетеля холда Полукруглый. Менолли помогает арфисту холда — старому Петирону — заниматься с детишками, так как его скрюченные руки уже не могут держать в руках музыкальные инструменты. После смерти Петирона ей приходится самой учить детей холда, пока не прибудет новый арфист. Однако Янус отчётливо даёт ей понять, что ремесло арфиста, а в особенности сочинительство — не слишком подобающее занятие для девушки. Мави, мать Менолли, находит свой выход из противостояния дочери и мужа — когда Менолли ранит руку, занимаясь разделкой рыбы, она намеренно перетягивает шов на ране, тем самым заставляя заживающий шрам скрючить кисть, что делает игру на музыкальных инструментах очень болезненной. Менолли больше не играет и не сочиняет музыку — она занимается сбором трав и кореньев в одиночку, часто и надолго покидая холд. После приезда Эльгиона, нового арфиста Полукруглого, Менолли понимает, что ей запрещается не только играть, но и петь вместе с остальными жителями холда на вечерних собраниях. Менолли сбегает из холда ранним утром, совершенно забыв о грядущем Падении Нитей. Придя на пляж, на котором она не раз видела резвящихся файров, Менолли понимает свою ошибку, и, спасая гнездо старшей королевы файров, обнаруживает пещеру, в которой и пережидает Падение. Параллельно происходит Рождение файров, и Менолли, в попытке спасти новорождённых от непременной гибели под Нитями, проходит Запечатление сразу с девятью файрами из кладки.
В это время в Полукруглом арфист Эльгион, проводя ревизию, обнаруживает записи песен, сочинённых Менолли, однако подписанных просто «подмастерье Петирона». Увидев истинный талант сочинителя, Эльгион отправляет записи в Главный цех, мастеру арфистов Робинтону, который немедленно принимается за их популяризацию. Эльгион пытается выяснить, кто же именно был «подмастерьем Петирона», но натыкается на глухую стену. Родня считает, что Менолли погибла под Нитями. И лишь Алеми, брат Менолли, откровенно скорбит по ней, и рассказывает Эльгиону всё, что знает.
Менолли живёт в пещере на берегу моря, развлекая себя и своих файров песнями собственного сочинения, и игрой на тростниковой свирели. Однако, находясь вдали от холда, она не может своевременно узнавать информацию о предстоящих Падениях. В результате Менолли оказалась застигнута Падением далеко от своей пещеры. К счастью, всадник из крыла Бендена успел заметить её с воздуха, и отправил в Вейр. В попытке обогнать передний край Нитей, Менолли стёрла не только подошвы ботинок, но и ноги, практически до кости. В Вейре она попадает в заботливые руки Хозяйки Нижних Пещер Маноры, и её помощницы, воспитанницы Брекки Миррим.
В Вейре начинается праздник Рождения, на котором происходят важные события — попытка Брекки запечатлеть королеву из новой кладки выводит её из депрессивного состояния, вызванного утратой своей королевы, Вириент. Молодой Лорд Руата Джексом внезапно для всех проходит запечатление с белым Рутом, вытаскивая его из слишком твёрдой для малыша скорлупы. Менолли распределяет яйца файров из найденной ею кладки среди мастеров и подмастерьев. Эльгион прилетает в Вейр, чтобы рассказать Робинтону, что таинственный Петиронов подмастерье — Менолли.
В конце концов, Робинтон, вместе с Эльгионом и Охараном, арфистом Вейра с помощью хитрости заставляют Менолли признаться в авторстве песен, уже известных половине Перна. Робинтон Предлагает Менолли принять ученичество в Цехе Арфистов, и, получив её согласие, увозит её в Главный Зал в Форт-Холде.

## Персонажи
- Менолли: девушка, мечтающая петь и сочинять музыку, хозяйка девяти файров.
- Янус: холдер Полукруглого, отец Менолли.
- Мави: жена Януса, мать Менолли.
- Алеми: рыбак, брат Менолли.
- Селла: сестра Менолли.
- Петирон: арфист приморского холда Полукруглого, отец Робинтона.
- Ф’лар: Предводитель Вейра Бенден; дракон Мнемент.
- Лесса: Госпожа Вейра Бенден; дракон Рамота.
- Робинтон: Мастер арфистов Перна.
- Н’тон: Предводитель Форт Вейра; дракон Лиот.
- Манора: Хозяйка Нижних Пещер Вейра Бенден.
- Миррим: воспитанница Брекки.
- Эльгион: новый арфист приморского холда Полукруглого.